# Riccione
Riccione (Arciôn en romagnol) est une ville italienne de la province de Rimini en Émilie-Romagne. Elle a connu une évolution majeure grâce au tourisme. La jeunesse branchée fréquente ses boîtes de nuit réputées.

## Géographie
La ville de Riccione se situe dans la région d'Émilie-Romagne, en littoral, à environ une dizaine de kilomètres au sud de Rimini. Elle profite également d'une localisation intéressante, puisque située entre Rimini et Cattolica, jouxtant aussi Gabicce Mare.
Une ligne de bus à haut niveau de service Metromare relie Riccione à Rimini.

## Histoire
Par décret royal du 19 octobre 1922, Riccione cesse de faire partie de la municipalité de Rimini et devient une municipalité indépendante.

En 1934, Benito Mussolini achète  la Villa Margherita (it) qu'il louait pour ses vacances à Riccione depuis 1932. Cette villa, dont le domaine est constitué de deux propriétés réunies en fermant une voie publique, devient, de 1934 à 1943, la résidence d'été du Duce, accompagné de son épouse Rachele Guidi et de leurs cinq enfants . 
En août 1934, il y accueille la veuve du chancelier autrichien Engelbert Dollfuss, Alwine (de), ainsi que ses enfants Eva et Rudolf. Ses séjours sont spectaculaires avec arrivée en hydravion ou la présence, au large des côtes, de l’Aurora (it), un navire de la Regia Marina, la marine royale italienne, qui a été transformé en yacht de luxe pour le dictateur. Après la fin du fascisme, la villa devient propriété de l'Office des domaines de l'État italien, mais largement laissée à l'abandon pendant des années, avant d’être restaurée. De 1966 à 1983, elle héberge un restaurant. Aujourd'hui, renommée par la municipalité Villa Mussolini, elle est rouverte depuis 2005 pour des expositions et événements publics.

Mussolini et Riccione.
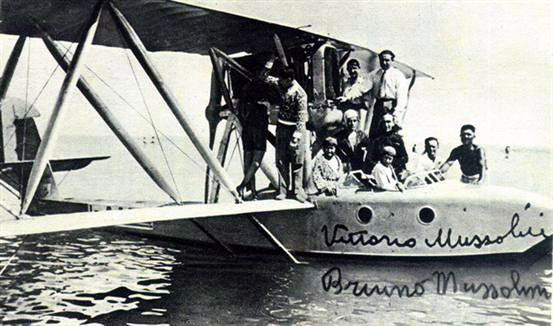
Vittorio et Bruno Mussolini, deux des fils du Duce, sur un hydravion au large de Riccione (1932).
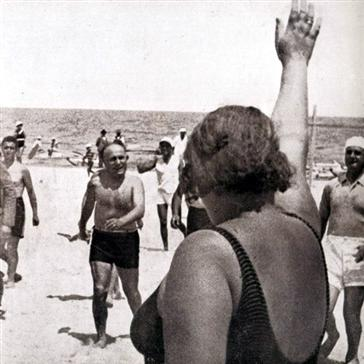
Femme de dos, faisant le salut fasciste au Duce (en short noir) sur la plage de Riccione (1932).
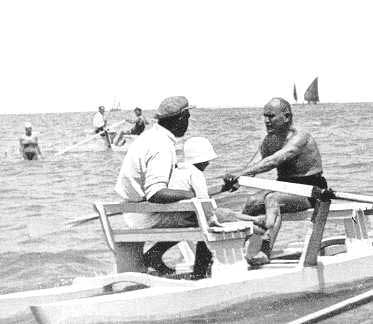
Les séjours du Duce à Riccione sont pour lui l'occasion d'exhiber ses capacités sportives. Ici, il rame à bord d'un moscone (« grosse mouche »), embarcation locale aussi appelée pattino (it) (1932).
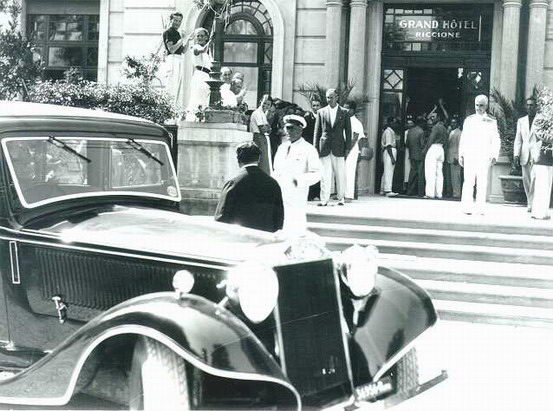
Benito Mussolini (casquette et uniforme blanc), en 1935, au Grand Hôtel Riccione (it), que le Duce utilise pour des réunions avec des chefs d'État étrangers.
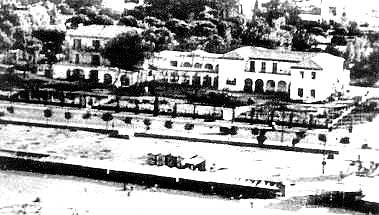
Photographie aérienne de la villa Mussolini, en 1935.
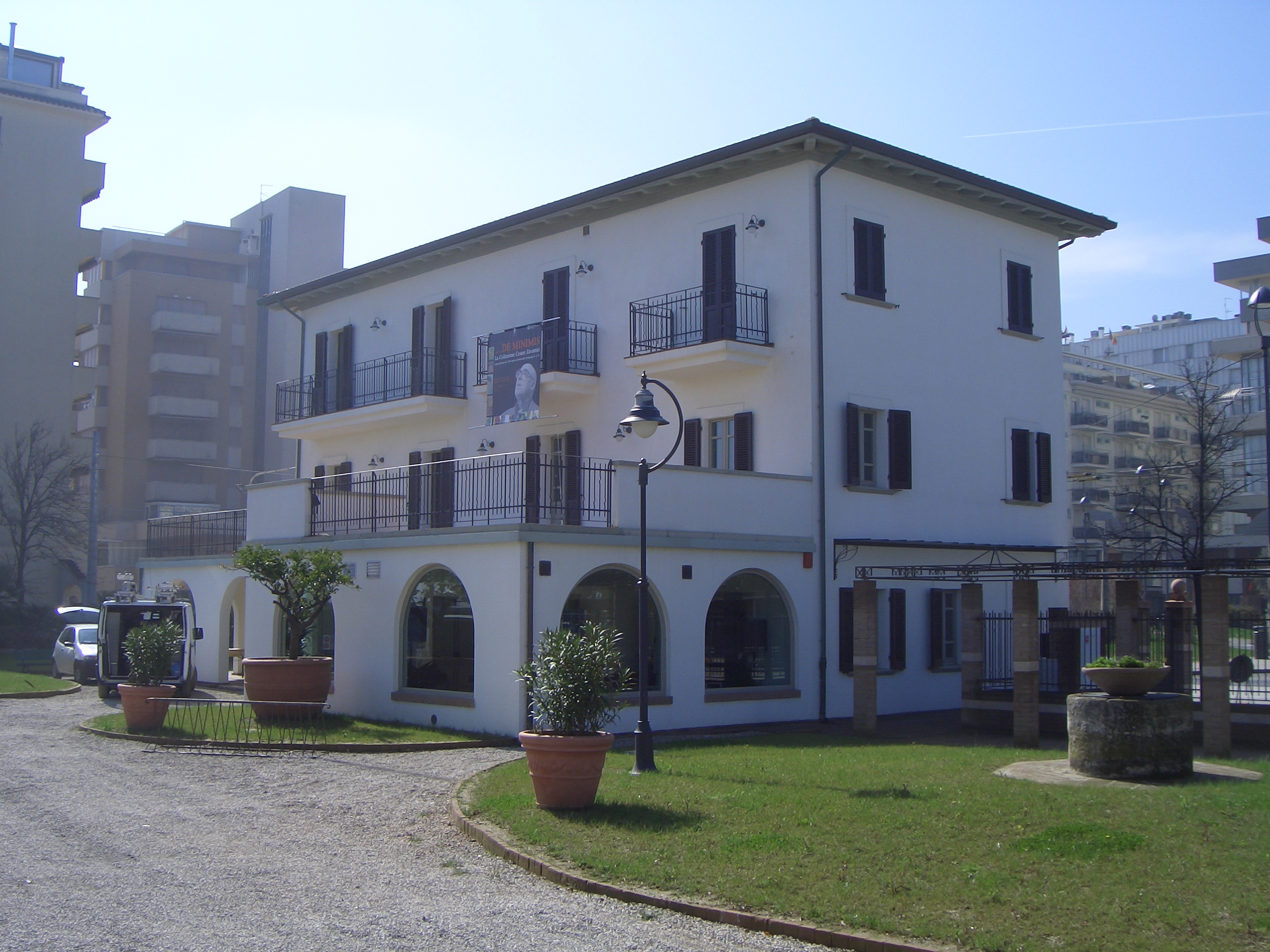
La villa Mussolini, de nos jours.

À la fin de la Seconde Guerre mondiale, le Grand Hôtel Riccione (it) accueille un temps le commandement des troupes alliées en Italie centrale.

## Tourisme
Riccione, que l'on nomme parfois « la perle verte de l'Adriatique », a vu sa fréquentation touristique croître depuis les années 1980. D'abord ville de vacances appréciée pour son calme, elle voit débarquer la jeune génération rebutée par Rimini, le « Saint-Tropez Italien », qui commence à être saturé. Mue par un besoin de nouveauté, la jeunesse touristique investit Riccione pour y faire la fête, ce qui influence grandement les infrastructures hôtelières et de loisir, notamment avec la construction de grandes discothèques comme Cocoricò et son imposante pyramide de verre, Echoes (anciennement Prince-Club) et Pascià. En une dizaine d'années, de 1990 jusqu'aux années 2000, quatre hôtels sont construits par an, contre un seul par an dans les années 1980. Cette affluence va attirer de grands noms du vêtement. Sur l'artère principale, la rue Dante (Viale Dante), chaque côté est orné de magasins de luxe, d'hôtels, et de salles d'arcades. Les grandes enseignes italiennes y sont représentées. Le point de rencontre de tout Riccione est la rue Ceccarini (Viale Ceccarini), où les VRP de boîtes de nuit rivalisent pour vendre le plus d'entrées.

## Administration
| Période                                  | Période  | Identité       | Étiquette       | Qualité |
| ---------------------------------------- | -------- | -------------- | --------------- | ------- |
| 14 juin 2004                             | 2009     | Daniele Imola  | Centro-Sinistra |         |
| 2009                                     | 2017     | Massimo Pironi | Centro-Sinistra |         |
| 26 juin 2017                             | En cours | Renata Tosi    | Centro-Sinistra |         |
| Les données manquantes sont à compléter. |          |                |                 |         |

### Hameaux
Abissinia, Alba, Centro, Colombarina, Fontanelle, Il Villaggio, San Lorenzo in Strada, Spontricciolo.

### Communes limitrophes
Coriano, Misano Adriatico, Rimini.

### Travaux publics
En 2015, la ville de Riccione, à environ 130 kilomètres au sud-est de Bologne, a alloué un budget de 11.000 € pour payer un salaire aux umarells pour superviser les chantiers dans la ville. Ces derniers sont chargés de compter le nombre de camions entrant et sortant des chantiers, pour s'assurer que les matériaux étaient livrés ou enlevés conformément aux reçus, et prémunir les chantiers des vols lorsqu'ils sont sans surveillance.

## Population

### Évolution de la population en janvier de chaque année
| 1861  | 1901  | 1921  | 1951   | 1961   | 1971   | 1981   | 1991   | 2001   |
| ----- | ----- | ----- | ------ | ------ | ------ | ------ | ------ | ------ |
| 1 943 | 3 301 | 5 569 | 13 165 | 20 173 | 28 770 | 31 423 | 32 909 | 33 887 |

| 2011   | - | - | - | - | - | - | - | - |
| ------ | - | - | - | - | - | - | - | - |
| 35 815 | - | - | - | - | - | - | - | - |

### Ethnies et minorités étrangères
Selon les données de l’Institut national de statistique (ISTAT) au 1er janvier 2011 la population étrangère résidente était de 3473 personnes.
Les nationalités majoritairement représentatives étaient :
| Pos. | Pays     | Population |
| ---- | -------- | ---------- |
| 1    | Albanie  | 778        |
| 2    | Ukraine  | 516        |
| 3    | Roumanie | 418        |
| 3    | Chine    | 191        |
| 5    | Sénégal  | 159        |
| 6    | Russie   | 115        |
| 7    | Pérou    | 106        |
| 8    | Colombie | 101        |
| 9    | Équateur | 95         |

## Culture locale et patrimoine

### Personnalités nées à Riccione
- Sandra Sabattini (1961-1984), militante catholique, vénérable.
- Isabella Santacroce (née en 1970), écrivain.
- Martina Colombari, née en 1975 à Riccione, actrice et mannequin.

### Riccione dans les arts
Le groupe Thegiornalisti a publié en 2017, la chanson Riccione.
Le film Sous le soleil de Riccione, sorti en juillet 2020, y a été tourné.